# Green Bay (Wisconsin)
Green Bay – miasto w Stanach Zjednoczonych, siedziba hrabstwa Brown, w północno-wschodniej części stanu Wisconsin, port przy ujściu rzeki Fox do jeziora Michigan. Leży na wysokości 177 m n.p.m., ok. 180 km na północ od Milwaukee. Według spisu w 2020 roku liczy 107,4 tys. mieszkańców, co czyni je 3. co do wielkości miastem w stanie. Obszar metropolitalny miasta obejmuje 329,5 tys. mieszkańców.
Zostało uznane przez US News za 3. najbardziej pożądane miejsce do życia w Stanach Zjednoczonych, w latach 2022–2023. Czynnikami decydującymi o wysokiej pozycji okazały się być jakość życia, rynek pracy i przystępność cenowa.

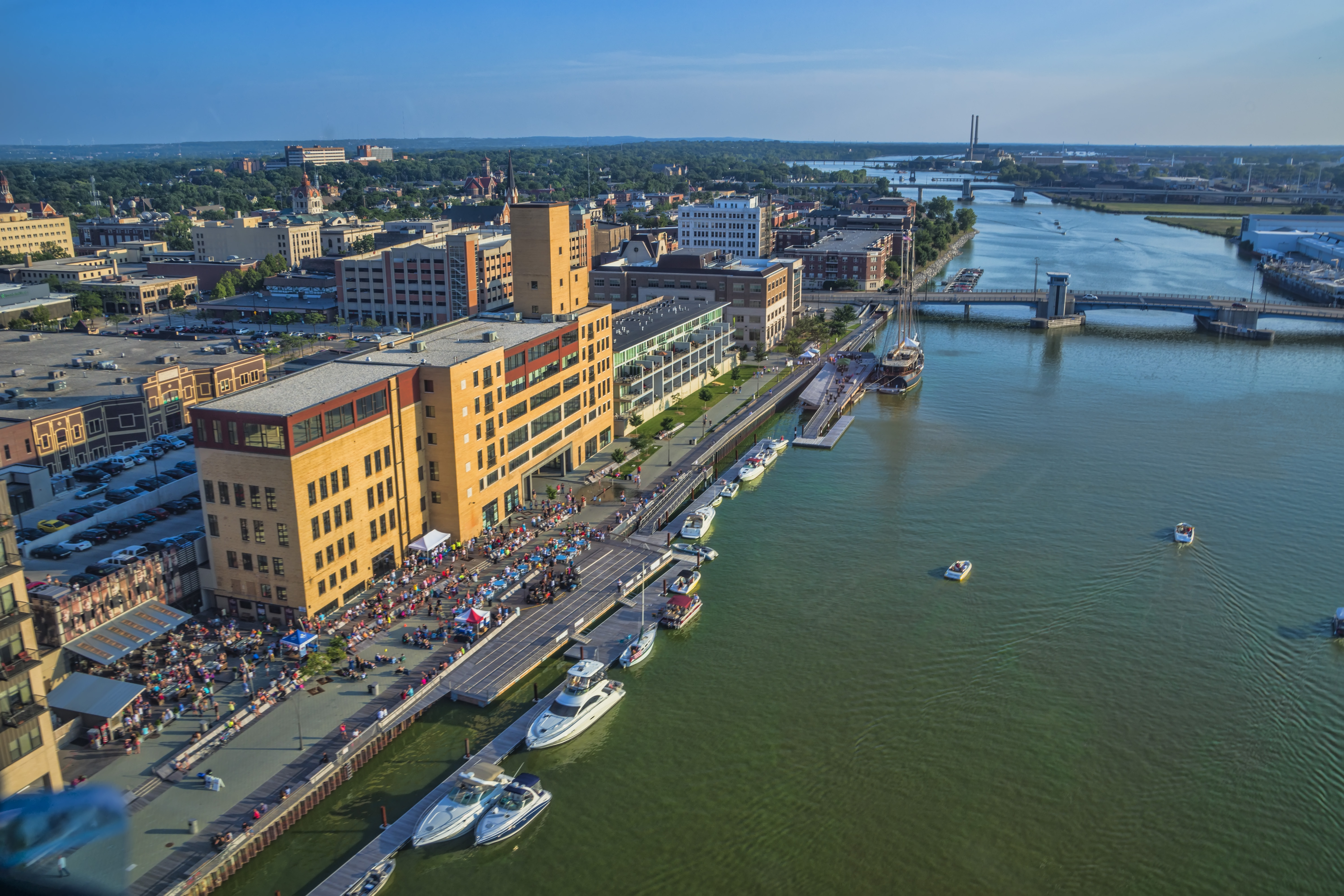
Centrum Green Bay

## Historia
Jest to najstarsze miasto w stanie Wisconsin. Zostało założone przez Jeana Nicoleta w 1765 roku.
W 1827 roku gubernator terytorium Wisconsin ogłosił konkurs na zbudowanie pojazdu samojezdnego. Rozstrzygnięciem konkursu miała być jazda na dystansie 372 km ze startem i metą w Green Bay. Do rywalizacji stanęły 2 pojazdy o napędzie parowym Oshkosh i Green Bay. Triumf odnieśli konstruktorzy pierwszego pojazdu: panowie Shomer i Farrand, pokonując trasę w ciągu 33 godz. 27 min (śr. prędkość 11,1 km/h). Były to prawdopodobnie pierwsze w historii zawody (wyścigi) pojazdów o własnym napędzie.
Swoją siedzibę w mieście, od 1919 roku, ma jedna z najbardziej utytułowanych drużyn futbolowych USA – Green Bay Packers.

## Demografia
Według danych za lata 2017–2021, 9,2% mieszkańców było urodzonymi poza granicami Stanów Zjednoczonych, a struktura rasowa miasta wyglądała następująco: biali nielatynoscy – 67,8%, Latynosi – 16,6%, rasy mieszanej – 8,6%, czarni lub Afroamerykanie – 4,4%, Azjaci – 3,9% i rdzenni Amerykanie – 3,2%.
Polskie pochodzenie deklaruje 8,0% mieszkańców głównego miasta i 9,5% w obszarze metropolitalnym. 

## Religia

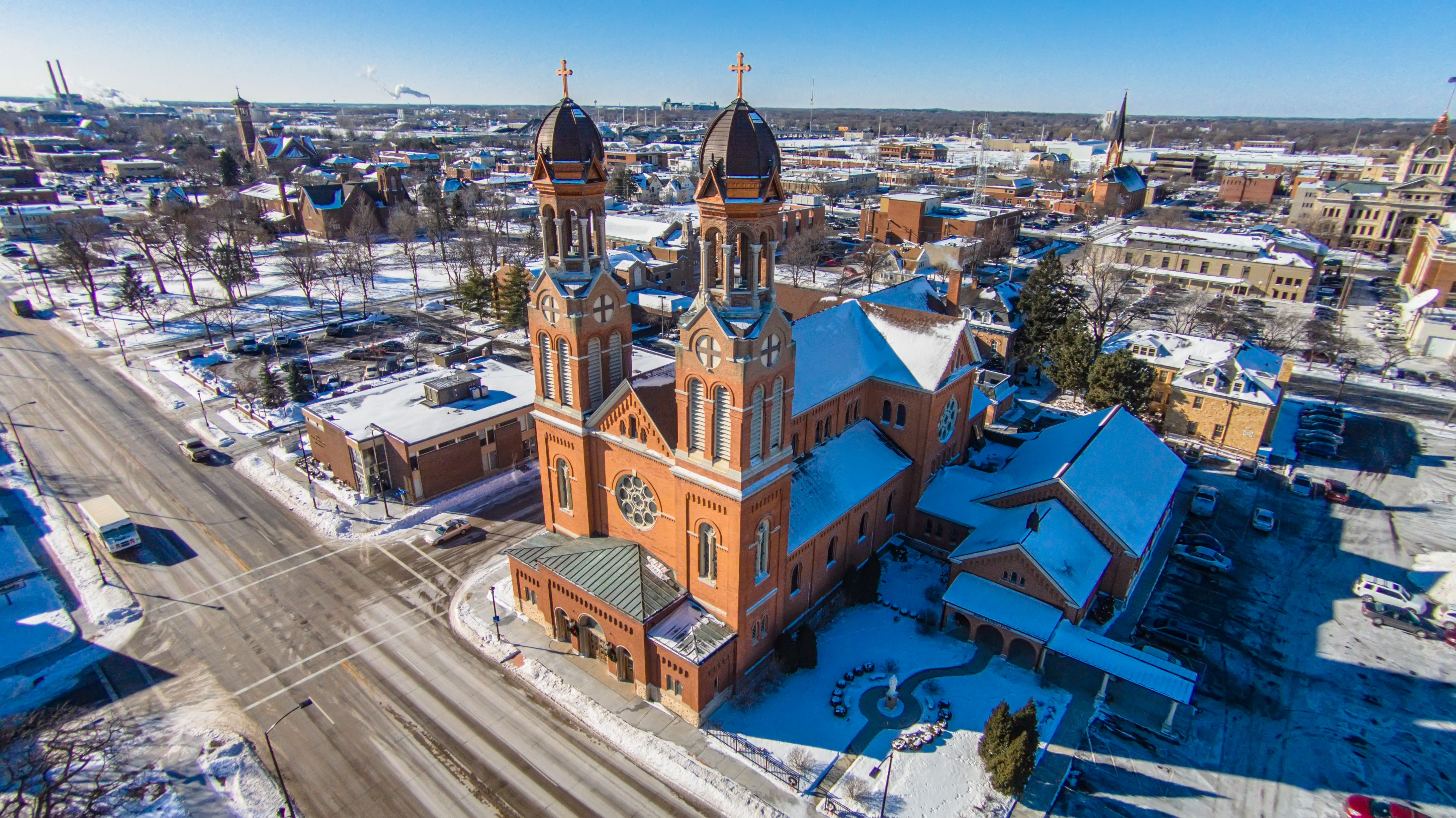
Katolicka Katedra św. Franciszka Ksawerego

Według danych Stowarzyszenia ARDA w 2020 roku, w obszarze metropolitalnym Green Bay dominują katolicy, a 32% mieszkańców jest członkami Kościoła katolickiego (spadek z 50% w 2000). W mieście znajduje się rzymskokatolicka siedziba Diecezji Green Bay. Drugą co do wielkości grupą wyznaniową byli luteranie (10,8%), następnie różne bezdenominacyjne zbory ewangelikalne (5,2%), inni ewangelikalni (ok. 3%) i metodyści (1,3%). Inne grupy religijne mają mniej niż 1% osób, w tym: kalwini, świadkowie Jehowy, mormoni i muzułmanie.

## Sport
Jest najmniejszym w całych Stanach Zjednoczonych miastem z profesjonalną drużyną futbolu amerykańskiego – Green Bay Packers. 

## Miasta partnerskie
- Meksyk: Irapuato

## Ludzie urodzeni w Green Bay
- Zack Snyder (ur. 1966) – scenarzysta, reżyser i producent filmowy
- Mona Simpson (ur. 1957) – pisarka
- Jay DeMerit (ur. 1979) – piłkarz
- John W. Byrnes (1913–1985) – wieloletni kongresman ze stanu Wisconsin